# Elend (Band)
Elend ist eine 1993 in Frankreich gegründete Band, deren Gründungsmitglieder der Franzose Iskandar Hasnawi und der Österreicher Renaud Tschirner sind.
Ihr Stil lässt sich der Neoklassik zuordnen, wobei auch Dark-Ambient-Einflüsse zu erkennen sind.
Bislang veröffentlichten sie zwei Zyklen und ein alleinstehendes Album. Ebenso wie der erste Zyklus, Officium Tenebrarum, ist auch der zweite, Winds Cycle, eine Trilogie. Der 3. Teil des Winds Cycle erschien im Mai 2007 über Holy Records in Frankreich und über Prophecy Productions im restlichen Europa.
Die Texte bedienen sich unterschiedlicher Sprachen. So sind die Texte auf den Alben des Officium Tenebrarum-Zyklus lateinisch, griechisch, englisch, hebräisch und französisch.

## Diskografie
- Officium Tenebrarum
  1. Leçons de Ténèbres (Holy Records, 1994)
  2. Les Ténèbres du Dehors (Holy Records, 1996, Neu-Veröffentlichung 2001 mit Bonustrack)
  3. The Umbersun (Music for Nations, 1998)
- Weeping Nights (Holy Records, 1997)
- Winds Cycle
  1. Winds Devouring Men (Holy Records / Prophecy Productions, 2003)
  2. Sunwar the Dead (Holy Records / Prophecy Productions, 2004)
  3. A World in their Screams (Holy Records / Prophecy Productions, 2007)